# Rattus bontanus
Rattus bontanus is een knaagdier uit het geslacht Rattus dat voorkomt op Celebes. Deze soort is bekend van 600 tot 2500 m hoogte in de omgeving van Gunung Lampobatang op Zuidwest-Celebes. Dit dier behoort tot de zogenaamde Rattus xanthurus-groep, die mogelijk een apart geslacht vormt. Deze soort is eerder als een ondersoort van R. xanthurus gezien, maar later werd hij erkend als een aparte soort. De vorm van deze soort in de lagergelegen gebieden, foramineus Sody, 1941, is vaak als een aparte soort gezien, maar morfometrisch lijken deze twee zeer sterk op elkaar; ze worden nu dan ook als één soort gezien. R. pelurus, een andere soort uit de R. xanthurus-groep, is vroeger als een ondersoort van R. foramineus gezien.
Aziatische zwarte rat (Rattus tanezumi)
· Bruine rat (Rattus norvegicus)
· Engganorat (Rattus enganus)
· Nillubergrat (Rattus montanus)
· Polynesische rat (Rattus exulans)
· Rattus adustus
· Rattus andamanensis
· Rattus arfakiensis
· Rattus argentiventer
· Rattus arrogans
· Rattus baluensis
· Rattus blangorum
· Rattus bontanus
· Rattus burrus
· Rattus ceramicus
· Rattus colletti
· Rattus detentus
· Rattus elaphinus
· Rattus everetti
· Rattus facetus
· Rattus feileri
· Rattus feliceus
· Rattus fuscipes
· Rattus giluwensis
· Rattus hainaldi
· Rattus halmaheraensis
· Rattus hoffmanni
· Rattus hoogerwerfi
· Rattus jobiensis
· Rattus koopmani
· Rattus korinchi
· Rattus leucopus
· Rattus losea
· Rattus lugens
· Rattus lutreolus
· Rattus macleari
· Rattus marmosurus
· Rattus mindorensis
· Rattus mollicomulus
· Rattus mordax
· Rattus morotaiensis
· Rattus nativitatis
· Rattus nikenii
· Rattus niobe
· Rattus nitidus
· Rattus novaeguineae
· Rattus ombirah
· Rattus omichlodes
· Rattus osgoodi
· Rattus palmarum
· Rattus pelurus
· Rattus pococki
· Rattus praetor
· Rattus pyctoris
· Rattus ranjiniae
· Rattus richardsoni
· Rattus sakeratensis
· Rattus salocco
· Rattus sanila
· Rattus satarae
· Rattus simalurensis
· Rattus sordidus
· Rattus steini
· Rattus stoicus
· Rattus taliabuensis
· Rattus tawitawiensis
· Rattus timorensis
· Rattus tiomanicus
· Rattus tunneyi
· Rattus vandeuseni
· Rattus verecundus
· Rattus villosissimus
· Rattus xanthurus
· Zwarte rat (Rattus rattus)